# 超度
超度（或作超渡），也稱超薦、薦拔、追薦、拔度，佛教、道教、華人民間信仰術語，是為亡者祈求冥福的法事。佛教的南朝劉宋求那跋陀羅翻譯《雜阿含經》記載：如是超度受、愛、取、有、生、老、死者，斯有是處，乃至超度老死滅道跡者，斯有是處。」中有超度一詞，但這是指帮助有情眾生離苦得樂，度脫輪迴苦海。道教的《靈寶滅度五鍊生尸妙經》，約成書於東晉末南朝初，則已有救度亡者魂魄的概念，提及「拔度幽牢地獄，積夜寒鄉，三塗五苦，餓鬼死魂，令悉見光明」等語。
在華人喪禮中，俗稱作功德、作功果等。超度是一種「喪事」的宗教儀式，是在漢傳佛教、道教、民間信仰中，以佈施僧侶、道士、念誦佛經、召請神佛等等行為，使祖先或亡靈彌補生前罪業，得到冥福、增加福報、減輕身處地獄、餓鬼等輪迴恶道的困擾等。有時還有破地獄的儀式，道士會帶親屬做一些動作仿效目蓮救母，象徵把亡者救出地獄。

## 作旬
閩南人傳說，在一個人死後，每七日須做法事，連作七次，由頭七到滿七，「七七四十九日」才結束。閩南人稱此為「過王官」，「王」為閻王。
佛教徒聘僧念誦《心經、大悲咒、十小咒》、《金剛經》、《無量壽經》、《阿彌陀經》、《藥師經》、《文殊般若經》、《地藏十輪經》、《地藏本願經》、《虛空藏經》、《教化地獄經》、《觀音普門品》、《普賢行願品》、《水懺》、《梁皇懺》、《藥師懺》、《八十八佛懺》等。道教徒則念誦《度人經》、《太乙救苦經》、《太乙懺》、《純陽懺》等。究竟念誦何經何懺，佛教與道教皆並無硬性規定，端視其長短，還有死者與家屬信仰之宗派，是為「作七」，通常以較短的經文，或者某篇長經中的一品一章，最為普遍。甚至有頭七念佛經、二七誦道經者。
清治時期起，臺灣人通常只作法事至「尾七」即止，而不「作旬」，直接作「百日」，故臺灣人則直接稱「作七」為「作旬」。

## 外部連結
- 全國宗教資訊網 - 拔度 （页面存档备份，存于）
- 全國宗教資訊網 -  超薦 （页面存档备份，存于）
- 全國宗教資訊網 -  普度 （页面存档备份，存于）
- 練形與鍊度：六朝道教經典當中的  死後修練與亡者救度  （页面存档备份，存于）